# 17.º Prêmio Angelo Agostini
O 17.º Prêmio Angelo Agostini (também chamado Troféu Angelo Agostini) foi um evento organizado pela Associação dos Quadrinhistas e Caricaturistas do Estado de São Paulo (ACQ-ESP) com o propósito de premiar os melhores lançamentos brasileiros de quadrinhos de 2000 em diferentes categorias.
Antes da premiação, foi apresentado o curta-metragem Deus É Pai, de Allan Sieber. Em seguida, ocorreram palestras de André Diniz (sobre edição independente) e de Edgar Franco (sobre sua dissertação de Mestrado, cujo tema foram os quadrinhos na internet, chamados por ele de HQtrônicas). Outros presentes aproveitaram a oportunidade e também falaram sobre seus projetos relacionados a quadrinhos. Após a premiação, houve ainda sessões de autógrafos.

## Prêmios
| Categoria                    | Vencedores                                     |
| ---------------------------- | ---------------------------------------------- |
| Mestre do Quadrinho Nacional | Edson Rontani                                  |
| Mestre do Quadrinho Nacional | Ivan Wasth Rodrigues                           |
| Mestre do Quadrinho Nacional | Renato Canini                                  |
| Desenhista                   | Flavio Colin                                   |
| Roteirista                   | André Diniz                                    |
| Lançamento                   | Fawcett André Diniz e Flavio Colin (Nona Arte) |
| Troféu Jayme Cortez          | Edgard Guimarães                               |
| Fanzine                      | Quadrinhos Independentes Edgard Guimarães      |